# 閉路グラフ

長さ6の閉路グラフ

閉路グラフ（へいろグラフ、英: cycle graph）は、グラフ理論において1つの閉路から成るグラフをいう。言い換えれば、いくつかの辺が相互に連なって1つの輪・環を形成しているグラフである。n個の辺による閉路グラフを Cn と表記する。Cn においては、辺と頂点の数は等しく、各頂点の次数は2である。つまり、各頂点は2つの辺と接合している。
{\displaystyle n=1} の場合は、孤立したループとなる。

## 用語について
「閉路グラフ」にはいくつか類義語がある。単純閉路グラフ (simple cycle graph) や環状グラフ (cyclic graph) といった用語があるが、後者は単に非環状でないグラフ全般（閉路を含むグラフ）を指すこともあるため、あまり使われない。多角形、n角形という呼び方をする場合もある。頂点が偶数個の閉路を偶閉路 (even cycle)、頂点が奇数個の閉路を奇閉路 (odd cycle) と呼ぶ。

## 性質
閉路グラフには、以下の性質がある。
- 連結グラフである。
- 2-正則である。
- オイラー路である。
- ハミルトン路である。
- 頂点が偶数個の場合のみ2部グラフである。より一般化すれば、2部グラフであることと奇閉路でないことは同値である。（Kőnig、1936）
- 頂点が偶数個の場合のみ2色の辺彩色が可能である。
- 頂点の個数に関係なく3色で頂点彩色または辺彩色が可能である。
- 単位距離グラフである。

さらに
- 閉路グラフは正多角形として描画できるため、n-閉路の対称性は、オーダー 2n の二面体群である n 辺の正多角形の対称性と同じである。特に、任意の2つの頂点間にも任意の2つの辺間にも対称性があるため、n-閉路は対称グラフである。

## 有向閉路グラフ

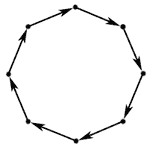
長さ8の有向閉路グラフ

有向閉路グラフ (英: directed cycle graph) は辺に向きのある閉路グラフであり、全ての辺は同じ向きになっている。
有向グラフにおいて、それぞれの有向閉路から少なくとも1つの辺（枝）を含んでいる枝集合を帰還枝集合 (feedback arc set) と呼ぶ。同様に、それぞれの有向閉路から少なくとも1つの頂点を含んでいる頂点集合を帰還頂点集合 (feedback vertex set) と呼ぶ。
有向閉路グラフの各頂点は入次数が1で、出次数が1である。
有向閉路グラフは、巡回群におけるケイリーグラフである（外部リンクの Trevisan 参照）。
閉路のない有向グラフは有向非巡回グラフ (英: directed acyclic graph) という